# Dyschoriste rubiginosa
Dyschoriste rubiginosa là một loài thực vật có hoa trong họ Ô rô. Loài này được Ramamoorthy & Wassh. mô tả khoa học đầu tiên năm 1985.